# Dobra konsumpcyjne
Dobra konsumpcyjne – dobra wytworzone w celu niezwłocznego ich wykorzystania (zużycia) przez konsumenta. W przeciwieństwie do dóbr inwestycyjnych przy nabywaniu dóbr konsumpcyjnych nie zakłada się, że wydatek za jakiś czas może się zwrócić – stanowi on czysty koszt.
Dobra konsumpcyjne to np. ubrania, jedzenie.